# 斯基珀維爾 (阿拉巴馬州)
斯基珀維爾（英語：Skipperville）是一個位於美國阿拉巴馬州戴爾縣的非建制地區。該地的面積和人口皆未知。

## 地理
斯基珀維爾的座標為31°33′28″N 85°32′44″W / 31.55777°N 85.54555°W，而該地最高點為海拔高度140米（即459英尺）。